# Шанют, Октав
Октав Шанют (англ. Octave Chanute, 18 февраля 1832 — 23 ноября 1910), родившийся во Франции американский железнодорожный инженер и пионер авиации. Известен тем, что помогал братьям Райт в их работе, опубликовал результаты их экспериментов.

## Работа железнодорожным инженером
Октав Шанют был выдающимся железнодорожным инженером. За свою карьеру он разработал и построил две крупнейших в стране скотобазы — Чикагскую (1865) и Канзасскую (1871). Шанют разработал и построил Мост Ганнибала — первый мост через реку Миссури в Канзас-Сити в 1869 году. Мост сделал Канзас-Сити важнейшим городом региона. Также он спроектировал железнодорожный мост через реку Иллинойс в Пеории и железнодорожный мост Генесси Ривер Горж около Портажвиля, штат Нью-Йорк.
Октав Шанют изобрёл систему покрытия железнодорожных шпал и телефонные кабелей креозотом, что позволило лучше их сохранять. Он также ввёл использование гвоздей с датой для железных дорог в США — простой и эффективный способ отмечать возраст железнодорожных шпал и других деревянных изделий.

## Авиация
Шанют заинтересовался авиацией во время первого визита в Европу в 1875 году. После того, как он оставил работу на железной дороге в 1890 году, он решил посвятить себя зарождающейся тогда авиации.
Октав Шанют собрал все данные, которые мог найти об экспериментах в области авиации во всём мире. Он написал серию статей, которые публиковал сначала в The Railroad and Engineering Journal с 1891 по 1893 годы, в затем собрал их в книгу Прогресс летающих машин (англ. Progress in Flying Machine) в 1894 году. Это было первое систематизированное письменное исследование о авиации.
Во время Всемирной выставки в Чикаго в 1893 году Шанют организовал весьма успешную международную конференцию по аэронавтике.

Шанют был уже пожилым человеком и не мог участвовать в полётах непосредственно. Тем не менее, он работал вместе с более молодыми экспериментаторами, такими как Огастус Херринг и Уильям Аверай. В 1896 и 1897 годах Шанют, Херринг и Аверай испытывали ручные планёры, собранные по проектам немецкого пионера авиации Отто Лилиенталя, а также ручные планёры их собственного проекта, на берегах озера Мичиган, где сегодня находится Маркетт Парк в Гэри (Индиана), недалеко от Чикаго. 

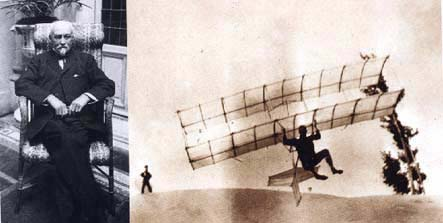
Ручной планёр-биплан Октава Шанюта 1896 года, модель которого была впоследствии заимствована братьями Райт.

Эти испытания убедили Шанюта, что лучший способ получить дополнительную подъёмную силу без значительного увеличения веса состоит в том, чтобы сделать несколько крыльев ярусами одно над другим; такая конструкция была предложена британским инженером Френсисом Венхемом в 1866 году и испытана Лилиенталем в 1890-х годах. Шанют предложил «провод распорки», окружающий структуру крыла, которая будет использоваться на моторных бипланах в будущем. Он воплощал свой проект на строительной ферме Пратта, знакомой ему с того времени, как он строил мосты. Братья Райт, в свою очередь, строили свои планёры и «Флайер» на базе конструкции в виде биплана Шанюта.
Шанют вёл переписку со многими пионерами авиации, включая Луи Муиллара, Габриеля Вуазена, Джона Дж. Монтгомери, Луи Блерио, Фердинанда Фербера, Лоуренса Харгрейва и Альберто Сантос-Дюмона, с 1897 года — с английским авиатором Перси Пильчером. Следуя идеям Шанюта, Пильчер построил триплан, однако погиб в результате авиакатастрофы до того, как мог испытать его.
Шанют много общался с братьями Райт после 1900 года, когда Уилбер Райт написал ему после прочтения «Прогресса летательных машин» (1900 по 1910 год Райты и Шанют обменялись сотнями писем). Шанют приложил усилия, чтобы работа братьев Райт стала известна в авиационных кругах, а также помогал им, посещая их лагерь рядом с Китти Хок в 1901, 1902 и 1903 годах.
Шанют свободно делился своими знаниями о авиации с любым, кто ею интересовался, и ожидал, что другие люди будут поступать также, хотя он поощрял коллег патентовать их изобретения. Его позиция привела к конфликту с братьями Райт, которые полагали, что их идеи об управлении самолётом были уникальны и не считали нужным делать их доступными для всех. Шанют считал, что патент Райт на их летающую машину, управляемую с помощью перекоса крыла, не должен быть защищаем судами и заявлял об этом публично. До смерти Шанюта в 1910 году авиаторы так и не помирились, однако Уилбер Райт написал некролог, который был зачитан на заседании Аэроклуба в январе 1911 года.
Примерно за месяц до катастрофы Отто Лилиенталя Шанют предупреждал о небезопасности полётов на его планере. 
Город Шанют в Канзасе назван в честь авиатора, как и авиабаза Chanute Air Force Base недалеко от Рантула в Иллинойсе (закрыта в 1993 году). На месте бывшей авиабазы функционирует Авиационный музей Октава Шанюта, в котором представлены экспонаты, относящиеся к истории авиации и авиабазы.
В 2003 году к 100-й годовщине первого полёта братьев Райт журнал Aviation Week & Space Technology отметил Шанюта 38-м (сразу за Юрием Гагариным, первые — братья Райт) в её списке 100 «самых важных, самых интересных и самых влиятельных людей» в первом столетии авиации.

## Основные события

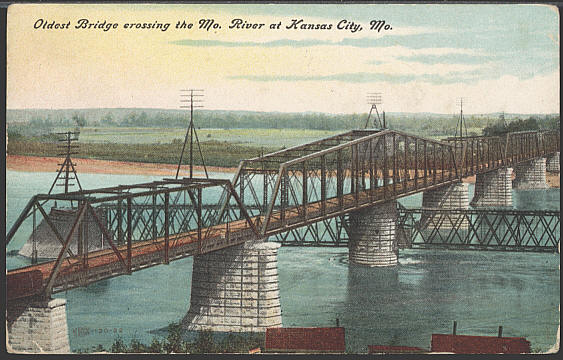
Мост Ганнибала на почтовой открытке 1908 года

- 1832 — родился в семье Джозефа и Элизы Шанют в Париже, Франция.
- 1838 — отец Октава Джозеф получает должность Вице-президента и Профессора истории в Колледже Джефферсона, к северу от Нового Орлеана.
- 1846 — Семья Шанютов переезжает в Нью-Йорк. Длительное путешествие на пароходе производит глубокое впечатление на Октава, который решает сделать карьеру инженера.
- 1848 — получает работу помощника геодезиста Гудзонской железной дороге.
- 1849 — начинает учёбу на железнодорожного инженера.
- 1854 — становится гражданином США. Добавляет «e» к фамилии и отказывается от среднего имени.
- 1857 — женится на Энни Риддл Джеймс.
- 1863 — получает назначение главным инженером на железной дороге Чикаго и Олтона.
- 1869 — Работает над проектом города Ленекса (Канзас).
- 1889 — уходит с работы на железной дороги.
- 1894 — публикует Прогресс летающих машин.
- 1910 — умер в Чикаго.

## Источник
- Chanute, Octave (1894, reprinted 1998) Progress in Flying Machines Dover ISBN 0-486-29981-3

## Внешние ссылки
- Работы Octave Chanute в проекте «Гутенберг»